# Kloster Buttevant

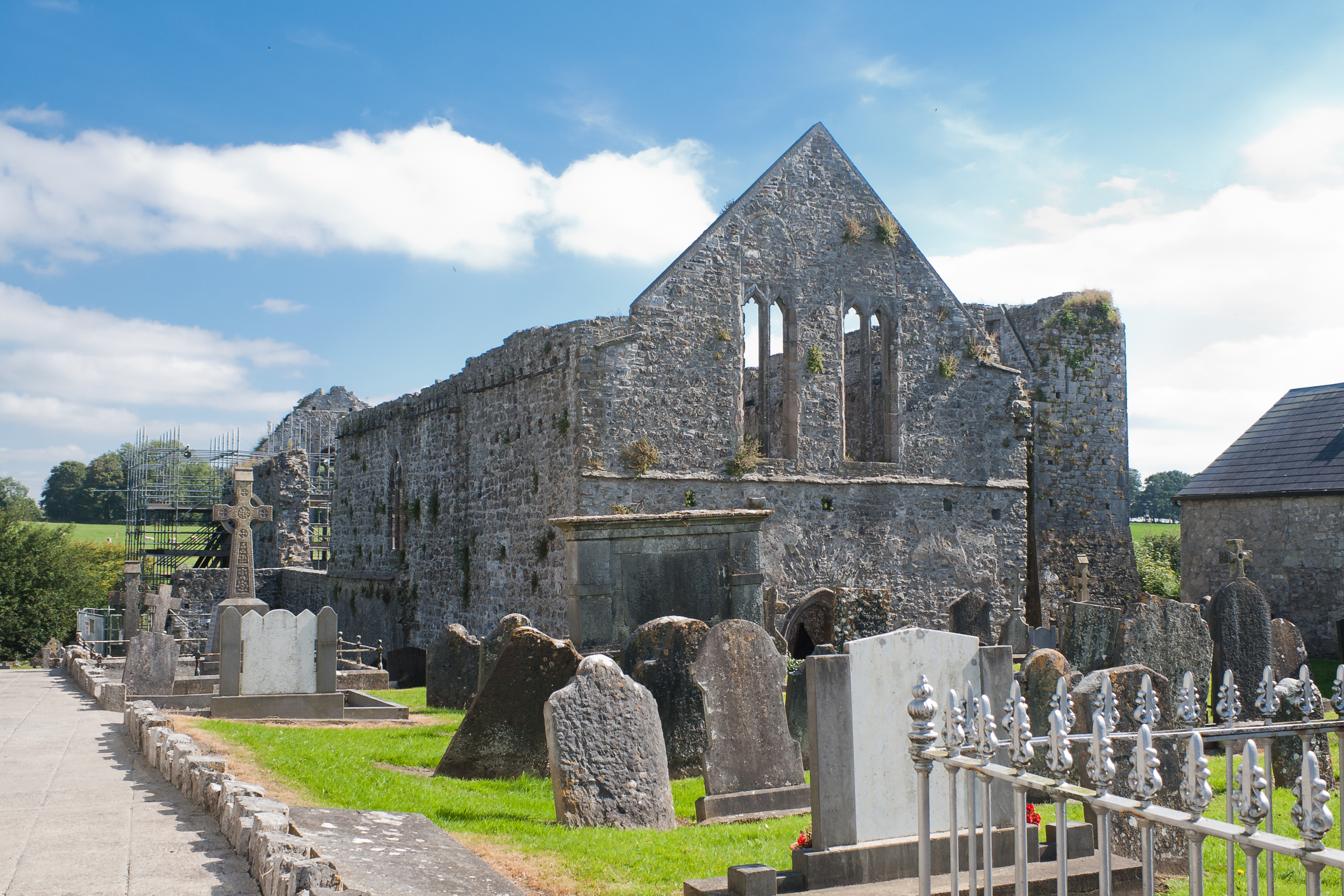
Nordwest-Ansicht der Klosterruine mit dem umgebenden Friedhof

Das Kloster Buttevant (irisch Mainistir Chill na Mallach, englisch Buttevant Friary) wurde von David de Barry vor seinem Tod im Jahr 1279 als Haus der Franziskaner in Buttevant in der Diözese Cloyne in Irland gegründet. Das Kloster wurde 1540 im Zuge der Reformation aufgehoben, konnte sich danach aber noch für kurze Zeit wieder etablieren. Zu Beginn des 17. Jahrhunderts schloss das Kloster sich den Observanten an. Das Kloster bestand bis 1822, als der letzte Franziskaner verstarb.

## Geschichte
Zum Gründungszeitpunkt gibt es unterschiedliche Angaben. Fest steht nur, dass David de Barry der Gründer ist und somit noch die Gründung zu seinen Lebzeiten erfolgt sein muss. Nach James Ware erfolgte die Gründung noch während der Regentschaft von Eduard I., was den Zeitraum auf 1272 bis 1279 einschränkt. Canice Moony, der die Geschichte der Franziskaner erforschte, schränkte den Zeitraum weiter auf 1276 bis 1279 ein. Den Annalen der vier Meister zufolge wurde das Kloster jedoch bereits im Jahr 1251 gegründet. Richard Brash, Harold Leask und Denis Power schließen sich dem unter Berücksichtigung der zeitlichen Einschätzung des dreiteiligen Ostfensters an. Der Gründer war der Enkel Philip de Barrys, der das in der Nähe liegende Kloster Ballybeg gegründet hatte. Und dieser wiederum war ein Enkel Robert de Barrys, der 1169 bei der ersten englischen Invasion beteiligt war und damit die Grundlage für den Landbesitz der Familie legte.
Seit der Invasion von 1169 gab es in Irland Klöster, die von den Invasoren gegründet worden sind, und solche, die auf Gründungen der ursprünglichen irischen Herrscherfamilien zurückgingen. Während das bei den Zisterziensern zu erheblichen Spannungen zwischen den Klöstern mit unterschiedlichen Loyalitäten führte, unterblieb dies zu Beginn bei den Franziskanern und den Dominikanern in Irland, was sicherlich auf die Ideale der Mendikantenbewegung und auf das Geschick der ersten beiden franziskanischen Provinziale zurückzuführen war. Buttevant war hier mustergültig, da dem Kloster sowohl englische als auch irische Brüder angehörten. Durch die im Mai 1315 beginnende Invasion des aus Schottland kommenden Edward Bruce, der die Schotten und die Iren gegen England zu verbünden suchte, kam es jedoch zu einer zunehmenden Polarisierung, die auch die Mendikantenorden nicht unberührt ließ, als einige irische Franziskaner die Invasoren unterstützten und es zur Brandschatzung des englischen Franziskanerklosters in Dundalk durch die schottischen Truppen kam. Zwar kam Edward Bruce bereits im Oktober 1318 in der Schlacht bei Faughart um, aber das zugenommene Misstrauen blieb dennoch, u. a. weil der Dominikaner John Pembridge in der nachfolgenden Hungersnot eine gerechte Strafe für die während der Invasion begangenen Verbrechen sah. Es kam zu einer durch Johannes XXII. angeordneten Untersuchung und Visitation, in deren Folge sich die englische Seite durchsetzte. Dies hatte zur Konsequenz, dass das Generalkapitel in Lyon das damals unter irischer Führung stehende Kloster in Buttevant den Engländern übertrug, der irische Lektor das Kloster wechseln musste und Buttevant einer neu eingerichteten Kustodie in Cork unterordnet wurde.

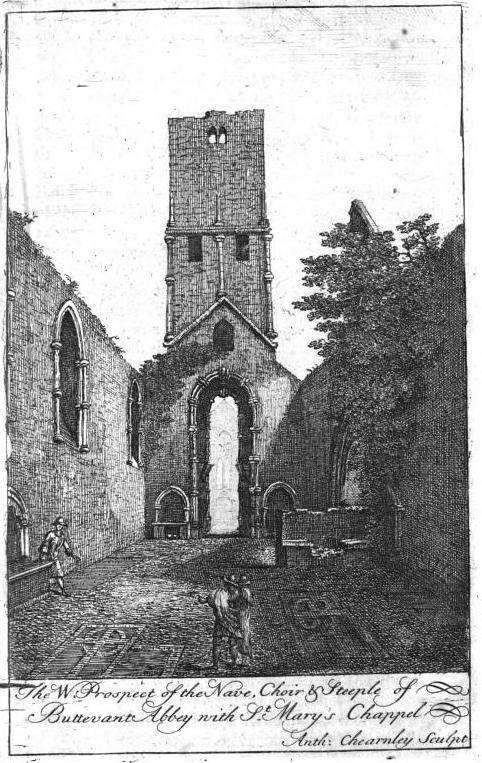
1750 angefertigte Zeichnung von Anthony Chearnley, die den damals noch intakten Turm zeigt, der 1819 einstürzte.

Im Zuge der Reformation wurde das Kloster 1540 formal aufgehoben, blieb aber noch unter dem Schutz der Familie de Barry, nicht zuletzt auch deswegen, weil das Kloster der Familie als Grablege diente. 1541 wurde das Kloster begutachtet, wobei ein Landbesitz von anderthalb Acre mit einer Wassermühle festgestellt wurde und das gesamte Kloster auf etwas über 26 Schillinge geschätzt wurde. Buttevant gehörte 1568 zu den Klöstern, die auf Veranlassung von Elisabeth I. hin dem Viscount Barrymore aus der Familie de Barry als Lehen angeboten wurde. Als die Franziskaner in dieser Zeit verfolgt wurden, gelang einigen aus Buttevant die Flucht, während andere ins Gefängnis geworfen wurden. Teile der Anlage verfielen zunehmend, nur die Kirche blieb intakt, bis 1604 Reparaturen durchgeführt wurden. Letzteres führte 1613 zu einer Beschwerde in einem parlamentarischen Bericht, der Buttevant zu den Klöstern aus dem englischen Herrschaftsbereich zählte, in denen die Klöster instand gehalten wurden und deren Brüder öffentlich predigten. Der Schutz der de Barrys in Buttevant reichte sogar so weit, dass die Franziskaner offen ihr Habit tragen konnten. Um 1750 war ein Großteil des Klosters wieder verfallen, aber einige Nebengebäude noch benutzbar. 1819 stürzte der Turm ein. Die Franziskaner blieben in Buttevant, aber ihre Zahl nahm wie anderswo in Irland ständig ab, bis 1822 der letzte Franziskaner in Buttevant verstarb.
In unmittelbarer Nähe zu dem Kloster wurde 1831 bis 1837 die Marienkirche errichtet, in die ein zum Kloster gehörender isolierter mittelalterliche Turm integriert wurde. Als Richard Brash 1851 das Kloster besuchte, sah er noch die zahlreichen Trümmer des früher das Kirchenschiff trennenden Turms, die aus seiner Sicht durch ihr Gewicht das Gewölbe unterhalb des Chors zu zerstören drohten. Er ließ daraufhin in Kooperation mit dem Pfarrer die Trümmerteile sammeln und damit die in der Mitte weitgehend zerstörte Nordmauer wieder aufbauen, wobei er zahlreiche behauene Steine des ehemaligen Klostergangs so integrieren ließ, dass man sie auf der Innenseite gut betrachten kann.

## Architektur

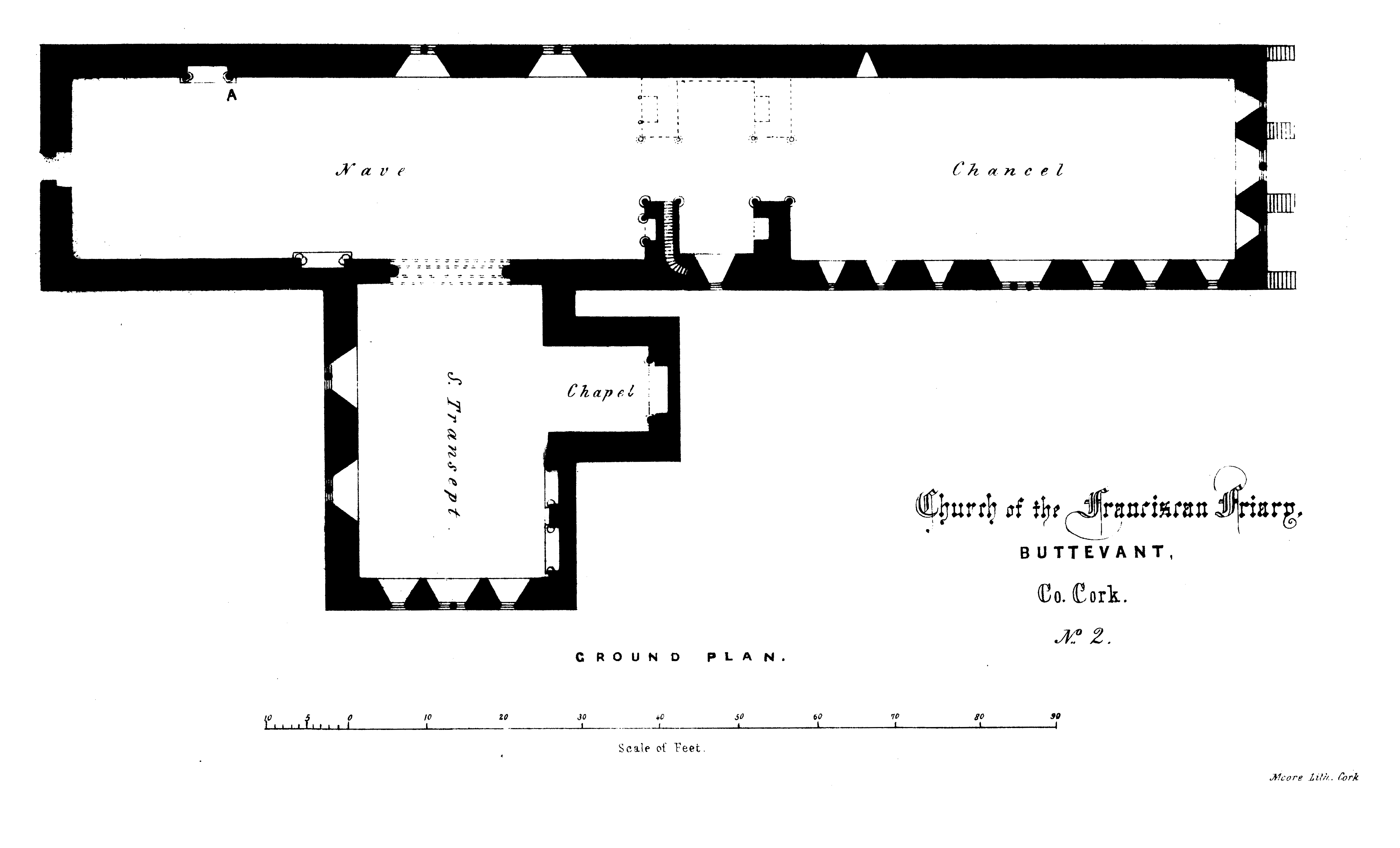
Von Brash 1852 veröffentlichter Grundriss des Klosters

Der Klosterbau entstand während dreier Phasen. Mitte des 13. Jahrhunderts wurde das Kirchenschiff errichtet. Dies wird begründet mit den Lanzettfenstern, die nur in wenigen Fällen, wie etwa der Sankt-Cainnech-Kathedrale in Kilkenny, noch um 1350 zum Einsatz kamen. Möglicherweise war auch die Vertrautheit mit Lanzettfenstern in dem zuvor von der gleichen Familie gegründeten Chorherren-Stift in Ballybeg ein Beweggrund, an diesen festzuhalten. Während der zweiten Phase zum Ende des 13. Jahrhunderts wurde mit dem Turm in der Mitte des Kirchenschiffs der Chorbereich abgetrennt und ein südliches Querschiff angebaut, womit die für die Mendikanten in Irland typische Struktur entstand. In der dritten Phase im 15. bzw. Anfang des 16. Jahrhunderts wurden umfangreiche Reparaturen und Änderungen vorgenommen, u. a. wurden die Lanzettfenster im Ost- und Westgiebel verkürzt, mit einer senkrechten Unterteilung versehen und am oberen Ende mit Kielbögen abgeschlossen. Einige der Fenster auf der Südseite des Kirchenschiffs sind sogar zugemauert worden.